# Franz Schlieper
Franz Schlieper (22 de agosto de 1905-4 de abril de 1974) fue un general de la Wehrmacht de la Alemania Nazi durante la II Guerra Mundial. Fue condecorado con la Cruz de Caballero de la Cruz de Hierro. Schlieper se rindió a las fuerzas soviéticas en mayo de 1945 y fue retenido en la Unión Soviética como criminal de guerra hasta 1955.

## Condecoraciones
- Cruz Alemana en Oro el 10 de enero de 1944 como Oberst en el Grenadier-Regiment 94[1]
- Cruz de Caballero de la Cruz de Hierro el 21 de septiembre de 1944 como Oberst y comandante de la Grenadier-Brigade 1132[2]